# 네레흐타

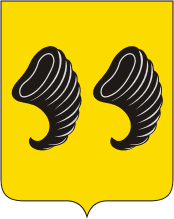
시 문장

네레흐타(러시아어: Не́рехта)는 러시아 코스트로마주 남서부에 위치한 도시로, 인구는 26,002명(2002년 기준)이다. 코스트로마(코스트로마 주의 주도)에서 남서쪽으로 46km 정도 떨어진 곳에 위치하며 야로슬라블과 코스트로마, 이바노보를 연결하는 철도가 지나간다. 13세기 문헌에 처음 등장하며 1778년 예카테리나 2세에 의해 시로 승격되었다.